# Laudenauer Bach
Der Laudenauer Bach ist ein fast vier Kilometer langer Bach im Odenwald und ein linker und westlicher Zufluss des Mergbaches, der im hessischen Odenwaldkreis verläuft.

## Geographie

### Verlauf
Der Laudenauer Bach entspringt im Odenwald auf einer Höhe von 436 m ü. NN am Rande eines kleinen Wäldchens nordwestlich von Reichelsheim-Laudenau. Er fließt zunächst in südöstlicher Richtung, durchquert den Weiler Freiheit-Laudenau und läuft dann durch eine Wiesenlandschaft am Ostrand von Laudenau entlang. Nach der Unterquerung des Reichesheimer Weges wendet er sich nach Süden und fließt nun parallel zur Gumpener Straße. Auf der Höhe der Blütenstraße unterquert er die Gumpener Straße. Dort wird er auf seiner rechten Seite von dem von Nordwesten kommenden Bach von dem Kohl gespeist. Der Laudenauer Bach wechselt nun wieder seine Richtung südostwärts, erreicht dann den Südrand der Ortschaft Klein-Gumpen, wo er schließlich auf einer Höhe von 226 m ü. NN südlich der Ecke Mergbachstraße/Heidelberger Straße in den Mergbach mündet.

### Flusssystem Gersprenz
- Fließgewässer im Flusssystem Gersprenz